# Pauline Boudry / Renate Lorenz
Pauline Boudry / Renate Lorenz est un duo d'artistes travaillant ensemble depuis 2007. Elles créent notamment des installations vidéos portant sur l'histoire des personnes queers.

## Biographie
Lors des Ateliers de Rennes de 2018, biennale d'art contemporain, elles présentent leur œuvre I Want au centre d'art 40mcube. Cette installation vidéo démarre par l'entrée d'une personne portant des lunettes noires et déclarant : "Installez-vous confortablement car ces expositions d’art contemporain peuvent être d’un ennui mortel". Bien que la protagoniste parle d'elle-même à la première personne, la vidéo suggère une identité multiple, les artistes ayant fait appel aux figures de la poétesse new-yorkaise Kathy Acker et de la lanceuse d’alerte Chelsea Manning.

## Expositions personnelles
- I Want, 40mcube, Rennes, 2018. Dans le cadre des Ateliers de Rennes - Biennale d'art contemporain.
- Improvisation télépathique, Centre Culturel Suisse , Paris, 2018[3]
- Silent, High Line Art, New York, 2018[4]
- The Right to Opacity, Asakusa, Tokyo, 2016
- To Valerie Solanas ..., La Centrale Galerie Powerhouse, Montréal, 2016
- Loving, Repeatin, Kunsthalle Vienna, 2015
- Opaque, La Bf15, Lyon, 2015